# 에이버리 브런디지

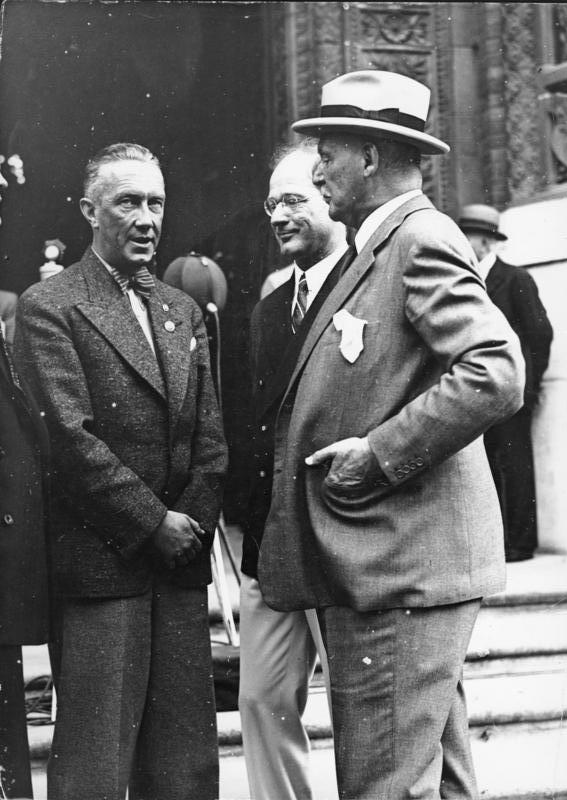
베를린에서 (가운데가 브런디지)

에이버리 브런디지(Avery Brundage, 1887년 9월 28일 ~ 1975년 5월 8일)는 미국의 운동선수였고 스포츠 공무원, 미술품 수집가이며 박애주의자였으나 그는 현재까지도 미국 올림픽 위원회의 위원 때와 국제 올림픽 위원회(IOC)의 위원장이었을 때 했던 결정으로 많은 비판을 받고 있기도 하다.

## 생애
디트로이트 출생으로 일리노이 대학교 어바나-샴페인에서 토목공학을 전공했고 1909년에 졸업했다. 몇 년 후 그는 시카고 등지에서 토목공학과 관련된 일을 하는 에이버리 브런디지 사를 세웠으며 1947년까지 운영했는데 그의 개인사는 대학교에서 이룬 것과 관련되어 있다. 브런디지는 모든 스포츠에 다재다능하기도 해서 스톡홀름에서 열린 1912년 하계 올림픽 때 근대 5종과 10종 경기에 출전해서 각각 6위와 16위를 차지했다. 그는 또한 미국 체육 MVP상(US national all-around title)을 1914년, 1916년, 1918년에 받았다.
1928년 아마추어운동연합(AAU)의 회장이 되고 다음해인 1929년에는 미국 올림픽 위원회(USOC)의 회장이 되었다. 또 1930년에는 국제육상경기연맹(IAAF)의 부회장이 되었다. 독일 베를린에서 열린 1936년 하계 올림픽에서는 유대계 독일인이 배제되었기 때문에 이번 대회를 보이콧하자는 움직임이 일기도 했지만 USOC 회장이었던 브런디지는 그런 움직임을 전부 부정했다. 그리고 선수들에게 보이콧 행동을 부추겼던 어니스트 리 양키가 국제 올림픽 위원회 이사회에서 추방되었고 브런디지가 그 후임이 되었다. 브런디지는 후에 독일의 아돌프 히틀러의 나치 체제를 옹호하는 발언을 해 이것이 독일의 지지를 얻어서 미국우선위원회로부터 제명되었다.
제2차 세계대전 중에 IOC 위원장이었던 앙리 드 바예라투르가 사망한 후, 브런디지는 IOC 부회장이 되었다. 이때 위원장은 시그프리드 에드스트룀이었지만 1952년이 은퇴한 후에 브런디지가 후임이 되었다. IOC 위원장 재임중에 어떤 형태로도 프로선수가 참가하는 것을 강하게 반대했지만 이 태도는 차츰 스포츠계에서, 또 다른 IOC 위원도 반대하는 형국이 되어버렸다. 이러한 변화는 몇 번이고 논의를 한 것처럼 사건을 일으켰기 때문이다. 그 결과로 1972년 동계 올림픽에 참가한 오스트리아의 카를 슐란츠가 프로란 이유로 경기에 참석하지 못했다. 또 1968년 하계 올림픽에서는 토미 스미스와 존 칼로스가 시상식에서 블랙파워 행동을 찬성하는 의미에서 주먹을 불끈 쥐고 들어올린 사건도 있었다. 브런디지는 이에 대해서 두 선수를 선수촌에서 추방시키고 출장정지를 처분했다.
브런디지의 이름을 세계에 알린 사건은 1972년 하계 올림픽에서 열린 사건이 결정적이었는데 9월 5일 일어난 검은 9월단이 이스라엘 선수들을 인질로 잡고 선수 및 감독 11명이 살해당한 뮌헨 참사 후에 브런디지는 올림픽을 계속한다는 결정을 내렸다. 브런디지에게 쏟아진 비난은 엄청났지만 그 후에 올계속된 올림픽에서 뮌헨을 떠난 선수는 거의 없었다. 9월 5일에 열릴 경기는 전부 연기되었고 다음날 올림픽 경기장에서 8만관중과 3천명의 선수가 모여서 추도식을 열었다. 많은 청중들의 분노에 찬 소리가 소용돌이 치던 중, 브런디지는 추모연설에서 살해당한 이스라엘 선수에 대한 언급은 한마디도 없었고 올림픽의 강함만 강조했다.
브런디지는 아파르트헤이트 정책을 이유로 로디지아가 올림픽에서 제외 되는 것을 반대해 강한 반발을 불어일으켰다. 뮌헨 참사 이후, 브런디지는 이스라엘선수가 살해당한 것과 로디지아선수에게 참가를 허용한것을 두고 비판이 쏟아졌다. 뮌헨 올림픽 후에 IOC 위원장에서 물러났고 현재까지 IOC 위원장을 맡은 유일한 미국인이다.
1975년 서독 가르미슈파르텐키르헨에서 사망했다.
| 전임 시그프리드 에드스트룀 (1942년~1952년) | 제5대 IOC 위원장 1952년 8월 15일 ~ 1972년 9월 11일 | 후임 마이클 킬러닌 (1972년~1980년) |

| 전임 시그프리드 에드스트룀 (공석) | 제3대 IOC 명예 회장 1972년 9월 11일 ~ 1975년 5월 8일 | 후임 (공석) 마이클 킬러닌 |